# Studentenwerk Schleswig-Holstein

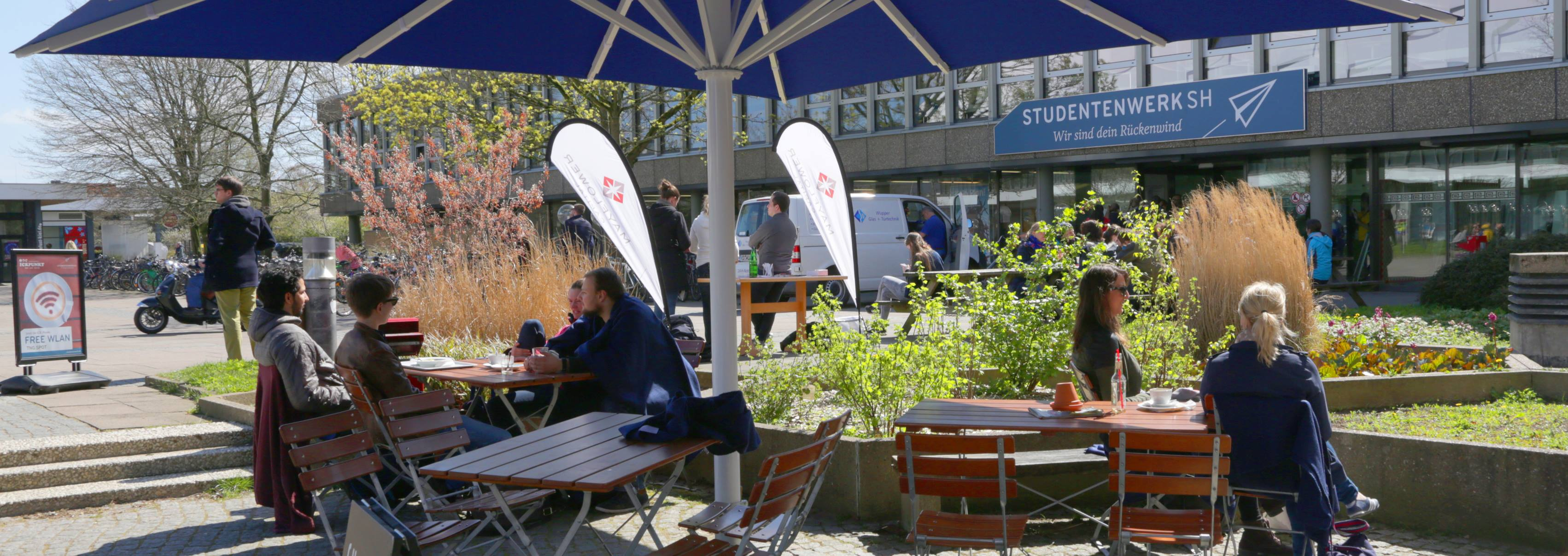
Verwaltungsgebäude des Studentenwerks Schleswig-Holstein in Kiel

Das Studentenwerk Schleswig-Holstein ist eine gemeinnützige und rechtsfähige Anstalt öffentlichen Rechts. Es hält für die 59.000 Studierenden des Landes Schleswig-Holstein eine Vielzahl von Serviceleistungen rund um das Studium bereit und trägt so maßgeblich zur Gestaltung des Studienalltags neben dem Lehrbetrieb der Hochschulen bei – in den Mensen und Cafeterien, Wohnheimen, durch Studienfinanzierung, mit den sozialen Beratungs- und Betreuungsangeboten sowie durch Unterstützung kultureller und kreativer Aktivitäten.
Die Selbstverwaltungsgremien (Vorstand und Verwaltungsrat) des Studentenwerks sind zu gleichen Teilen mit Studierenden und Hochschullehrern besetzt. Es fördert – wie im Studentenwerksgesetz festgelegt – die wirtschaftlichen, sozialen und kulturellen Interessen der Studierenden und schafft damit ein soziales Umfeld im allgemeinen Lehrbetrieb der Hochschulen.

## Geschichte
Am Ende des Ersten Weltkrieges war die wirtschaftliche Lage der Studierenden und Lehrenden so schlecht, dass sie sich zu unabhängigen Selbsthilfegruppen und Notgemeinschaften zusammenschlossen. Daraus entwickelte sich in den Jahren 1921/22 die offizielle „Studentenhilfe“.
Ab 1933 unterlag auch das Studentenwerk in Kiel dem Einfluss der Nationalsozialisten. 1938 kam es zur Bildung eines Reichsstudentenwerks, in dem alle regionalen Studentenwerke gleichgeschaltet wurden. Damit verloren die Einrichtungen vorübergehend ihre Selbstständigkeit und wirtschaftliche sowie politische Unabhängigkeit.
1961 wurde das Studentenwerk in Kiel Vorbild für die ganze Republik. Der sogenannte „Kieler Studentenhausplan“ strebte den Bau von Studentenhäusern an Hochschulen an, die als Mittelpunkt des studentischen Gemeinschaftslebens dienen sollten. Dort sollten nicht nur alle Fördereinrichtungen unter einem Dach vereint werden, sondern auch Fachräume für kulturelle Aktivitäten bereitgestellt werden. So entstanden Mitte der 1960er Jahre das Kieler Studentenhaus und der Sechseckbau, Herzstück der Abteilung „Kommunikation & Kultur“. Allerdings wurde das Kieler Modell dann nur in wenigen Städten in umfassender Form verwirklicht.
Zur Betreuung der rund 59.000 Studierenden an den verschiedenen Hochschulstandorten in Schleswig-Holstein beschäftigt das Studentenwerk Schleswig-Holstein über 570 Mitarbeiter, die in den einzelnen Abteilungen, der Verwaltung und den Betriebsdiensten tätig sind.

## Leistungen
Das Studentenwerk Schleswig-Holstein ist für Studierende folgender Hochschulen und Fachhochschulen im Land zuständig: Europa-Universität Flensburg, Hochschule Flensburg, Christian-Albrechts-Universität zu Kiel, Fachhochschule Kiel inkl. des Fachbereichs Agrarwirtschaft in Rendsburg/Osterrönfeld, Muthesius Kunsthochschule in Kiel, Universität zu Lübeck, Technische Hochschule Lübeck, Musikhochschule Lübeck, Fachhochschule Westküste in Heide, Fachhochschule Wedel, Nordakademie in Elmshorn.
In 10 Mensen, 11 Cafeterien und 7 Café Lounges bietet die Hochschulgastronomie des Studentenwerks Schleswig-Holstein Studierenden an 6 Hochschulstandorten in Schleswig-Holstein warmes Essen sowie Snacks, Kaffeespezialitäten aus Fairtrade-Bohnen und Getränke an. Mit der Campus Card kann bargeldlos bezahlt werden.
Des Weiteren betreibt das Studentenwerk Schleswig-Holstein 20 Wohnheime in Schleswig-Holstein (9 in Kiel, 4 in Lübeck, 5 in Flensburg, 1 in Heide, 1 in Wedel). Neben der Bearbeitung von BAföG-Anträgen gehören außerdem Sozialberatung für deutsche und ausländische Studierende, psychologische Betreuung und Beratung für Studierende mit Kind zum Angebotsspektrum. Das Studentenwerk Schleswig-Holstein betreibt zudem insgesamt 7 Kindertagesstätten in Flensburg, Kiel und Lübeck.
Das vielfältige kulturelle Angebot des Studentenwerks umfasst diverse Kurse und Workshops, Ausstellungen, Konzerte, Lesungen und Aufführungen im Theater in der Mensa I in Kiel.